# Corentin Cherhal
Corentin Cherhal (Rennes, 19 januari 1994) is een Frans wielrenner die anno 2017 rijdt voor Team Novo Nordisk. Net als de rest van die ploeg leidt hij aan diabetes mellitus.

## Carrière
In 2015 tekende Cherhal een profcontract bij Team Novo Nordisk, nadat hij eerder al twee jaar voor de opleidingsploeg reed. Zijn debuut maakte hij in de Trofeo Laigueglia, die hij niet uitreed.

## Resultaten in voornaamste wedstrijden
| Jaar | Parijs-Tours |
| ---- | ------------ |
| 2015 | opgave       |

## Ploegen
- 2015 –  Team Novo Nordisk
- 2016 –  Team Novo Nordisk
- 2017 –  Team Novo Nordisk

Ambrose · Cherhal · Clancy · Cremers · De Mesmaeker · Dilley · Glasspool · Henttala · de Keijzer · Lefrançois · Lozano · Mejías · Peron · Planet · Raeymaekers · Strobel · Verschoor · Williams · Kamstra (stagiair)
Ambrose · Benhamouda · Cherhal · Clancy · Cremers · De Mesmaeker · Dilley · Glasspool · Henttala · Kamstra · de Keijzer · Lefrançois · Lozano · Mejías · Peron · Planet · Verschoor · Williams · van IJzendoorn (stagiair) · Valognes (stagiair)
Benhamouda · Calabria · Cherhal · Clancy · Gioux · Henttala · van IJzendoorn · Kamstra · de Keijzer · Lozano · McClure · Mejías · Peron · Planet · Poli · Valognes · Verschoor · Williams · Brand (stagiair)